# Bei aller Liebe
Bei aller Liebe è una serie televisiva prodotta da TNF Tele-Norm-Film  e trasmessa dal 2000 al 2003 dall'emittente ARD 1 (Das Erste). Interpreti principali sono Walter Plathe, Janina Hartwig, Lisa Maria Potthoff, Bernhard Piesk, David Lütgenhorst, Ulrich Gebauer e Siegfried Rauch.
La serie si compone di 3 stagioni, per un totale di 52 episodi (di cui 13 per le prime due stagioni e 13 in due parti nella terza) della durata di 60 o 30 minuti ciascuno. Il primo episodio, intitolato Einmal fliegen, venne trasmesso in prima visione il 2 gennaio 2000; l'ultimo, intitolato Ein letztes Mal (seconda parte), venne trasmesso in prima visione il 18 luglio 2003.

## Trama
Protagonista della serie è la famiglia Borkmann, composta da Rainer Borkmann, di professione avvocato, dalla moglie Sarah, di professione medico, dal figlio quattordicenne dei due Severin e da Florian e Anna, i figli avuti dai due nei precedenti matrimoni, rispettivamente di 19 e 17 anni. Quest'ultima, nata dal matrimonio di Anna con il migliore amico, nonché collega di Rainer, Helmut Hafer,  vive una storia d'amore dapprimo con Henry Quandt e poi con Tony.
In seguito, arriva da Berlino una giovane di nome Betty, che dichiara di essere la figlia di Rainer.

## Personaggi e interpreti
- Rainer Borkmann, interpretato da Walter Plathe[1][2]
- Sarah Borkmann, interpretata da Janina Hartwig: è la moglie di Rainer[1][2]
- Florian Borkmann, interpretato da Bernhard Piesk: è il figlio di Rainer, nato dal precedente matrimonio[1]
- Severin Borkmann, interpretato da David Lütgenhorst: è il figlio di Rainer e Sarah[1]
- Anna Hafer, interpretata da Lisa Maria Potthoff: è la figlia di Sarah, avuto dal precedente matrimonio con Helmut Hafer[1]
- Helmut Hafer, interpretato da Ulrich Gebauer: è l'ex-marito di Sarah e il padre di Anna[1]

## Episodi
| Stagione         | Puntate              | Prima TV Germania | Prima TV Italia |
| ---------------- | -------------------- | ----------------- | --------------- |
| Prima stagione   | 13                   | 2000              | inedita         |
| Seconda stagione | 13                   | 2000              | inedita         |
| Terza stagione   | 26 (13 in due parti) | 2003              | inedita         |